# دوره سفالی جولمون
دورهٔ سفالی جولمون وابسته به دورهٔ ابتدایی تشکیل تاریخ کره است (۸۰۰۰ قبل از میلاد تا ۱۵۰۰ قبل از میلاد) (هانگول:즐문) (هانجا: 櫛文) این دوره در از سال ۲۰۰۰ قبل از میلاد به دلیل به وجود آمدن گوجوسان کم‌کم از بین رفت.